# Promotor (genetik)

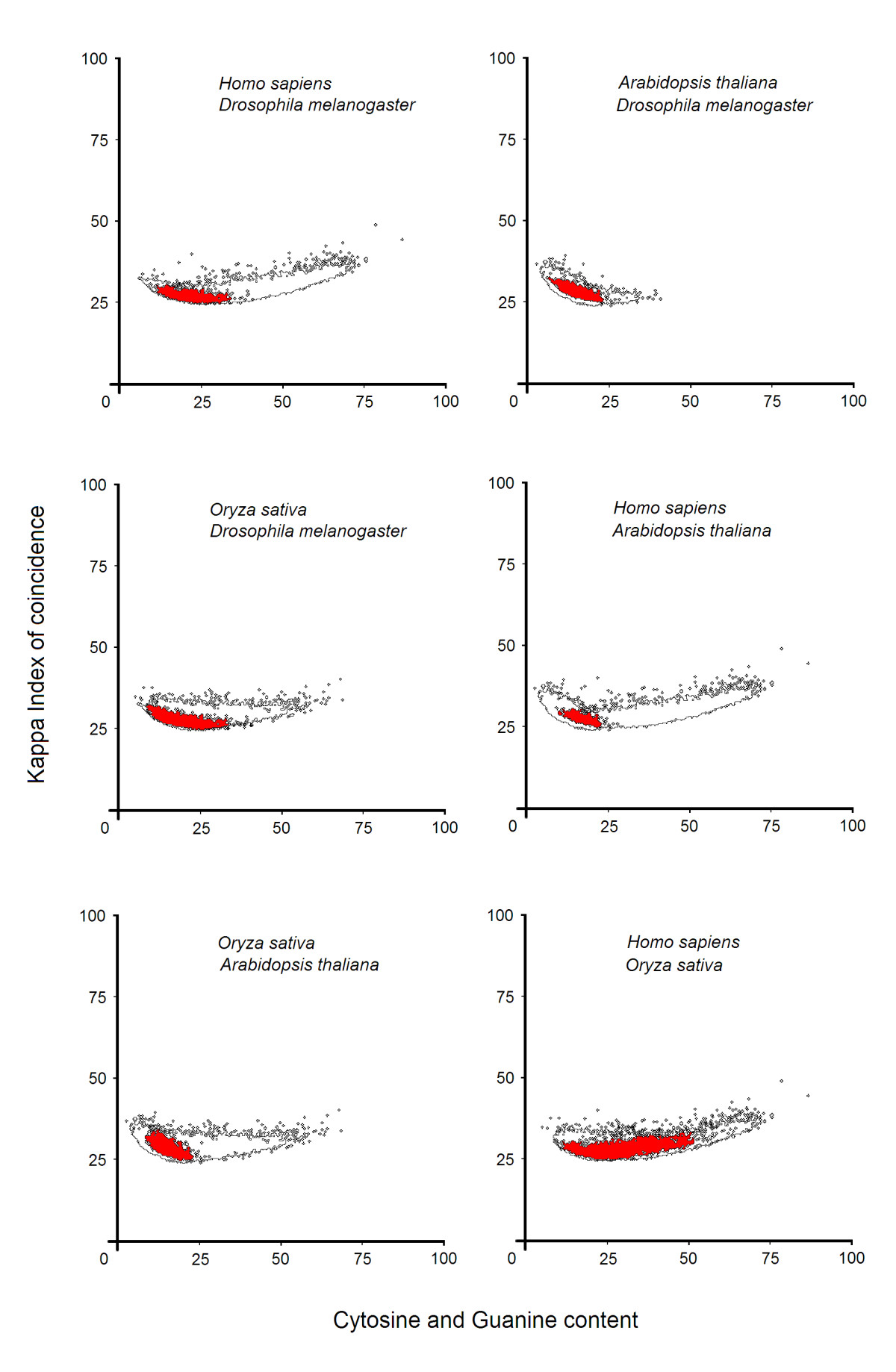
Hos eukaryoter har åtminstone 10 olika promotorklasser identifierats men det är troligt att fler återstår att beskriva.

En promotor är den sekvens av baspar framför en gen som reglerar genens uttryck genom att olika typer av genregulatoriska proteiner binder till sekvensen. När genen ska transkriberas binder även RNA-polymeraset till genens promotor för att hitta den korrekta läsramen. Prokaryota och eukaryota promotorer kan se helt olika ut. En prokaryot promotor är ofta en tydlig och distinkt sekvens som är lätt att identifiera på den kontinuerliga DNA-sekvensen, medan den eukaryota promotorn kan vara tusentals baspar lång och ändå inte vara den enda enhet som reglerar genens uttryck. I prokaryoter finns även så kallade operoner som är en grupp av gener vars transkription styrs gemensamt av en enda promotor.

## Eukaryota promotorer
Eukaryota promotorer är rent generellt betydligt mer komplexa i sin natur än de prokaryota promotorerna och det är ofta svårt att skapa en konsensusbild av hur en eukaryot promotor ser ut och hur dess uppsättning av ingående element skall vara fördelade. Studier har visat på att det går att dela in eukaryota promotorer i minst 10 olika, mer eller mindre väl avskilda, klasser men det är troligt att den pågående utvecklingen inom bioinformatik, sekvenseringsteknologi samt molekylärbiologi kommer att generera ännu fler klasser där även DNA-strängens struktur vägs in. Även om eukaryota promotorer varierar kraftigt mellan olika gener kan de ändå sägas bestå av två huvudkomponenter: (i) kärnpromotorsekvens (core promoter) samt (ii) proximala promotorsekvenser som är regulatoriska promotorsekvenser som återfinns uppströms kärnpromotorsekvensen. Längre uppströms från de eukaryota promotorerna återfinns så kallade enhancers och silencers. De ingår i den grupp av regulatoriska sekvenser som kallas för 5’-regulatoriska sekvenser (5’-regulatory sequences) men ingår inte i promotorn även om gränsen för var en promotor tar slut och en enhancer eller silencer tar vid ofta är svårdragen och varierar från gen till gen. För mer information kring enhancers och silencers se respektive artikel. 

### Kärnpromotorsekvens
En kärnpromotorsekvens definieras ofta som den minimumsekvens som krävs för att genen skall kunna transkripteras av ett RNA-polymeras. Ofta består kärnpromotorsekvensen av en initiatorsekvens med transcription start site (TSS, ungefär transkriptionens startposition), TATA-box, motif ten element (MTE), downstream promoter element (DPE) samt transcription factor IIB recognition element (BRE). Vilka element som ingår i eukaryota kärnpromotorsekvenser är starkt varierande och inte ens TATA-boxen, motsatt till vad som ofta anges, återfinns hos alla eukaryota kärnpromotorsekvenser.

#### Transcription start site och initiatorer
TSS är den plats i genomet där transkriptionen startar och den första nukleotiden nedströms TSS benämns därför +1 och är alltså den första nukleotiden hos pre-mRNA, alltså den första, omodifierade mRNA-kopian som syntetiseras av RNA-polymeraset. I promotorsammanhang benämns ofta regulatoriska sekvenser som återfinns åt 5’ riktningen från TSS som upstream promoter elements (ungefär uppströms liggande regulatoriska sekvenser) medan de som återfinns åt 3’ riktningen kallas för downstream promotor elements (nedströms liggande regulatoriska sekvenser). Ofta återfinns TSS i en så kallad initiatorsekvens som omger TSS. Initiatorns roll är något omtvistad men det står klart att den tillåter inbindningen av en mängd olika initiatorbindande transkriptionsfaktorer som underlättar bildandet av det initiala transkriptionskomplexet. 

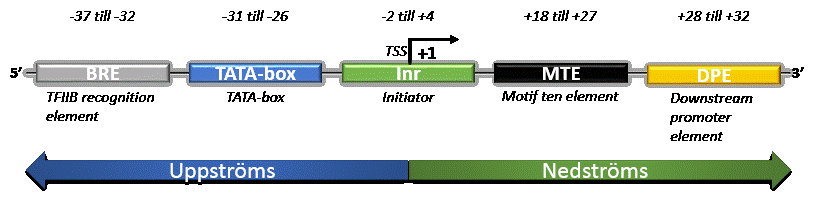
Kärnpromotorekvens för RNA-polymeras II

#### TATA-box
TATA-boxen identifierades i slutet av 1970-talet och var därmed den första regulatoriska sekvensen som beskrevs hos eukaryoter . Den består av en AT-rik region som ofta återfinns 26-31 nukleotider uppströms TSS och det är dess konsensussekvens som gett den dess namn (TATAAA). Intressant nog liknar den eukaryota TATA-boxen mycket den -10-sekvens som återfinns med liknande funktion hos prokaryoter (den så kallade Pribnowboxen) men det finns idag inget som tyder på att de skulle vara homologer utan härstammar antagligen från unika evolutionära händelser. Tidigare trodde man att TATA-boxen var närvarande i majoriteten av alla eukaryota promotorer men senare studier har visat på att TATA-boxen enbart förekommer i 43 % av alla promotorsekvenser identifierade hos bananfluga (Drosophila melanogaster) och av 1031 potentiella promotorsekvenser studerade hos människan återfinns TATA-boxen enbart i 32 %.
TATA-boxen binder bland annat TATA-bindande protein (TBP) som utgör en viktig subenhet i TFIIB-polymeraset. 

#### Motif ten element
MTE är en regulatorisk sekvens i kärnpromotorsekvensen som återfinns 18-22 nukleotider uppströms TSS och som upptäcktes 2004. Den förefaller vara väl bevarad hos många flercelliga eukaryoter. Dess exakta funktion är fortfarande till stor del okänd men den har visat sig kunna förstärka funktionen hos TATA-boxen och initiatorn där funktionen hos MTE har visat sig vara beroende av initiatorn men ej TATA-boxen.

#### Downstream promotor element
DPE är en nedströms liggande regulatorisk sekvens som förekommer mest frekvent hos promotorer som saknar TATA-box. Transkriptionsfaktor TFIID, en del i RNA-polymeras II initieringskomplex, binder till DPE och initiatorn och mutationer hos endera regionen resulterar i att TFIID är oförmögen att binda till kärnpromotorsekvensen. Intressant nog har studier visat att avståndet mellan initiatorn och DPE är extremt viktigt för inbindningen av TFIID då en förskjutning på en enstaka nukleotid från DPE:s ursprungliga placering (med start 28 nukleotider från TSS) kraftfullt inhiberar inbindningen av TFIID och därmed genuttrycket. 

#### Transcription factor IIB recognition element
BRE är en GC-rik region som ibland återfinns direkt uppströms från TATA-boxen och binds av transkriptionsfaktorn TFIIB som utgör en del av RNA-polymerasets initieringskomplex. Dess funktion är till stor del okänd och har beskrivits som både repressiv och aktiverande i sin funktion.

## Proximala promotorsekvenser
Uppströms kärnpromotorsekvensen, på ett avstånd av 70-200 nukleotider från TSS, återfinns ofta proximala promotorsekvenser. Ibland delas de proximala promotorsekvenserna in i repressiva (nedreglerande) och aktiverande (uppreglerande) element baserat på huruvida de binder aktivatorer eller repressorer. Aktiverande element verkar ofta genom att binda aktivatorer som positivt påverkar RNA-polymeras-II-komplexet medan repressiva element till exempel kan binda transkriptionsfaktorer som blockerar bindningssekvenserna för aktivatorer. Proximala promotorsekvenser återfinns i allmänhet i grupper belägna nära 5’-änden av kärnpromotorsekvensen men det är en flytande gräns var de proximala promotorsekvenserna upphör och var enhancers och silencers tar vid.